# Phlomis umbrosa
Phlomis umbrosa là một loài thực vật có hoa trong họ Hoa môi. Loài này được Turcz. miêu tả khoa học đầu tiên năm 1840.

## Hình ảnh

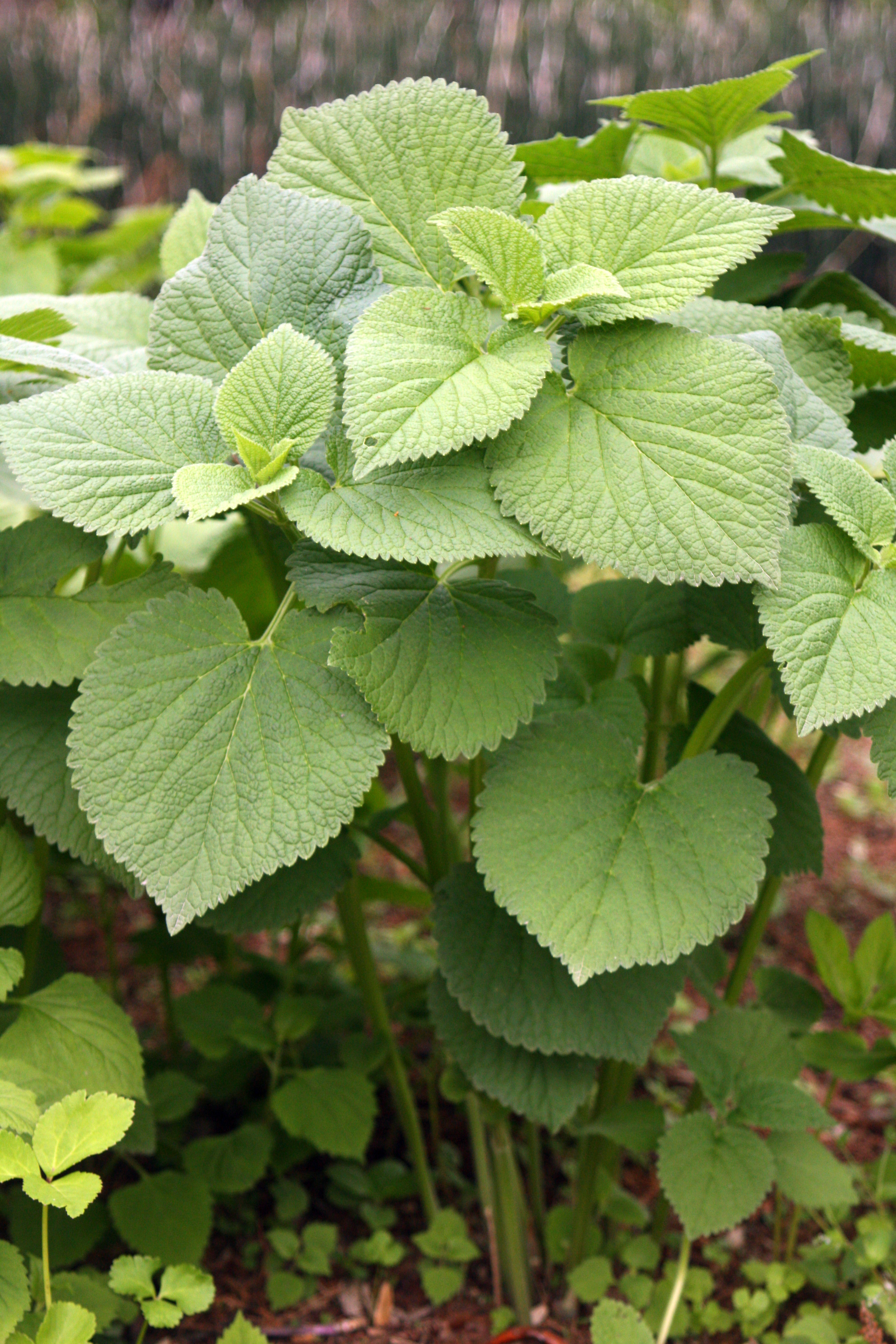